# Sylvain Gutmacher
Sylvain Gutmacher (ur. 5 marca 1922 w Łodzi, zm. 28 marca 1948) – belgijski pisarz i poeta pochodzenia żydowskiego. Autor wspomnień z II wojny światowej.

## Życiorys
Urodził się w Łodzi. W 1925 wyemigrował wraz z rodziną do Belgii, gdzie podjął studia medyczne na Wolnym Uniwersytecie Brukselskim. Podczas tajnego nauczania żydowskich dzieci, w Antwerpii 31 października 1942, ze względu na pochodzenie żydowskie, został aresztowany i tego samego dnia deportowany z Malines (konwój XVII) do KL Auschwitz, gdzie przebywał do września 1943. We wrześniu 1943 przewieziony do Warszawy, gdzie wraz z innymi około 5 tys. więźniami, sprzątał ruiny getta, po powstaniu oraz zachorował na tyfus. Od sierpnia 1944 przebywał w KL Dachau, skąd został wyzwolony 30 kwietnia 1945. Po powrocie do Belgii, kontynuował studia na Wolnym Uniwersytecie Brukselskim. Wiosną 1948 popełnił samobójstwo.
Jest autorem wspomnień z II wojny światowej Auschwitz – Dachau. Novembre 1942 – mai 1945. Témoignages, poèmes, contes (pol. Auschwitz – Dachau. Listopad 1942 – maj 1945. Świadectwa, wiersze, opowiadania), w których posługuje się nazwiskiem Max Gorder. Na łamach publikacji opisuje swoją podróż, cierpienia moralne, etyczne fizyczne. Jest również autorem napisanych podczas II wojny światowej około 40 wierszy, wydanych po wojnie.
Był bratem Félixa Gutmachera (1926–2016), belgijskiego prawnika i pisarza.

## Publikacje
- Auschwitz – Dachau. Novembre 1942 – mai 1945. Témoignages, poèmes, contes (pol. Auschwitz – Dachau. Listopad 1942 – maj 1945. Świadectwa, wiersze, opowiadania), Paris: Riveneuve, 2010, ISBN 978-2-36013-016-0.